# Marathon van Frankfurt 2009
De marathon van Frankfurt 2009 werd gelopen op zondag 25 oktober 2009. Het was de 28e editie van deze marathon.
De Keniaan Gilbert Kirwa kwam bij de mannen als eerste over de streep in 2:06.14. Diens landgenote Agnes Kiprop won bij de vrouwen in 2:26.57.

## Uitslagen

### Mannen
| rang   | naam                     | land | tijd    |
| ------ | ------------------------ | ---- | ------- |
| Goud   | Gilbert Kirwa            | KEN  | 2:06.14 |
| Zilver | Robert Kiprono Cheruiyot | KEN  | 2:06.23 |
| Brons  | William Kiplagat         | KEN  | 2:07.05 |
| 4      | Elias Kemboi Chelimo     | KEN  | 2:08.15 |
| 5      | Alemayehu Shumye         | ETH  | 2:08.46 |
| 6      | Sammy Kiptoo             | KEN  | 2:09.34 |
| 7      | Benjamin Kiptoo          | KEN  | 2:10.07 |
| 8      | Laban Kipkemboi          | KEN  | 2:10.40 |
| 9      | Siraj Amda               | ETH  | 2:10.41 |
| 10     | Günter Weidlinger        | AUT  | 2:10.47 |

### Vrouwen
| rang   | naam               | land | tijd    |
| ------ | ------------------ | ---- | ------- |
| Goud   | Agnes Kiprop       | KEN  | 2:26.57 |
| Zilver | Hellen Kimutai     | KEN  | 2:27.50 |
| Brons  | Karolina Jarzynska | POL  | 2:29.10 |
| 4      | Firehiwot Dado     | ETH  | 2:29.20 |
| 5      | Rasa Drazdauskaite | LTU  | 2:30.29 |
| 6      | Georgina Rono      | KEN  | 2:31.49 |
| 7      | Atsede Baysa       | ETH  | 2:32.05 |
| 8      | Rose Cheruiyot     | KEN  | 2:32.05 |
| 9      | Irene Limika       | KEN  | 2:33.07 |
| 10     | Luminita Zaituc    | GER  | 2:35.06 |

1981 ·
1982 ·
1983 ·
1984 ·
1985 ·
1986 ·
1987 ·
1988 ·
1989 ·
1990 ·
1991 ·
1992 ·
1993 ·
1994 ·
1995 ·
1996 ·
1997 ·
1998 ·
1999 ·
2000 ·
2001 ·
2002 ·
2003 ·
2004 ·
2005 ·
2006 ·
2007 ·
2008 ·
2009 ·
2010 ·
2011 · 
2012 · 
2013 · 
2014 · 
2015 · 
2016 · 
2017